# Бой при Сан-Фермо
Бой при Сан-Фермо произошёл 27 мая 1859 года на перевале недалеко от Комо в северной части Ломбардии во время Австро-итало-французской войны. В нём итальянские Альпийские стрелки Джузеппе Гарибальди победили австрийские войска, заставив последних покинуть Комо.

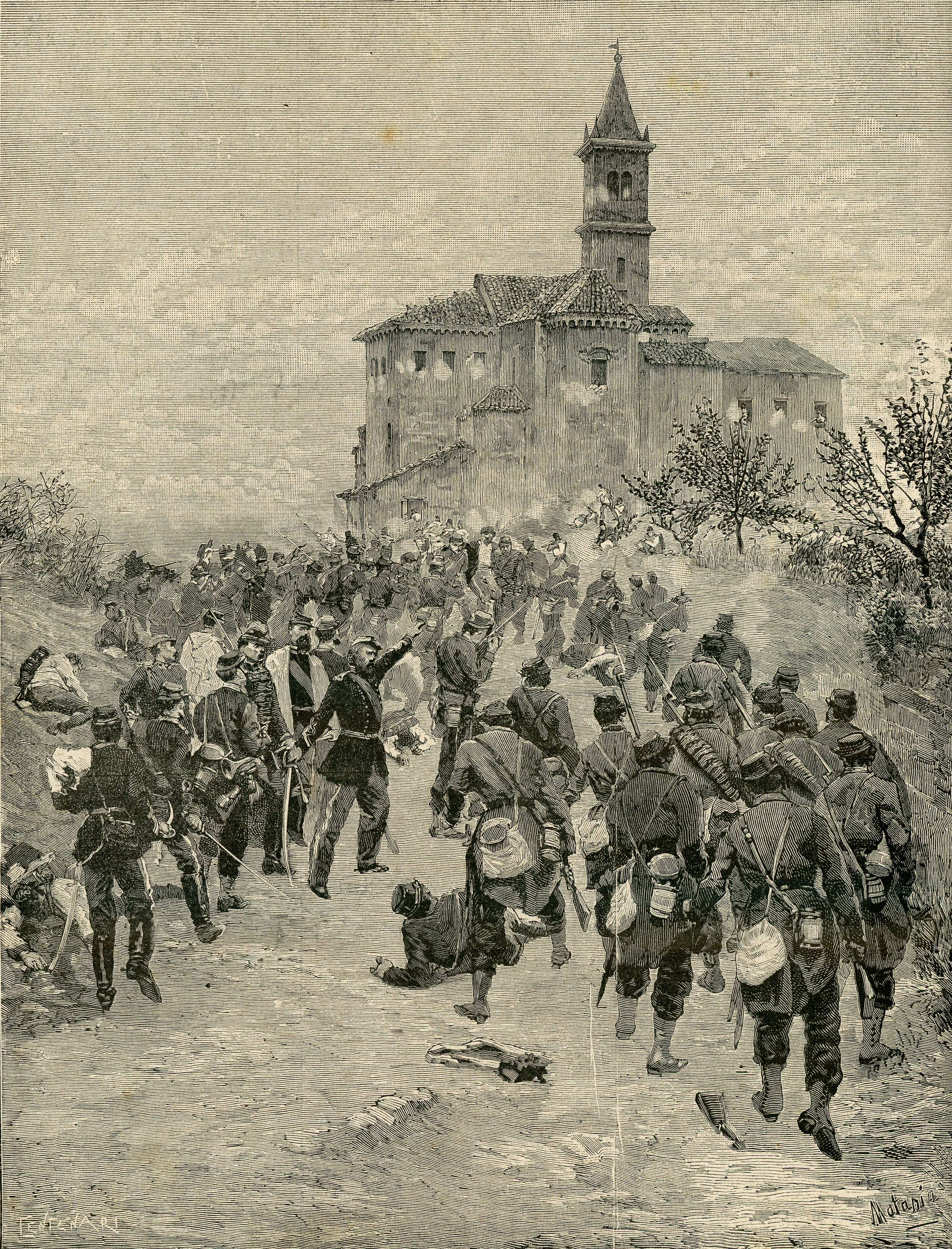
Эпизод боя при Сан-Фермо.

Утром 27 мая 1859 года Гарибальди покинул Варезе и двинулся в сторону Камерлаты (ныне город Комо). Используя прикрытие в Ольджате (на главной дороге из Варезе в Камерлату), Гарибальди смог отвлечь внимание австрийцев, а сам повел основные силы своего отряда на север в направлении гор. Затем эти войска повернули на восток и подошли к перевалу Сан-Фермо. Австрийцы оказались обмануты, и поэтому перевал защищали только небольшие силы венгров австрийской императорской армии. Венгерские подразделения заняли оборону у церкви Сан-Фермо и близлежащей гостиницы, откуда они могли контролировать подступы к долине.
Гарибальди решил обойти позицию противника с фланга и разделил свою армию на три группы. С каждой стороны было отправлено по одному фланговому отряду, один для обхода церкви, а другой для постоялого двора. Когда фланговые силы атаковали, третья группа в центре во главе с капитаном Карло Де Кристофорисом начала полномасштабную лобовую атаку на венгерские позиции у церкви и постоялого двора. Несмотря на ряд потерь, в том числе и своего командира, итальянцы быстро захватили венгерские позиции, потеряв четырнадцать убитыми и шестьдесят ранеными.